# Park Ueno
Park Ueno (japonsko 上野公園, latinizirano: Ueno Kōen) je velik javni park v okrožju Ueno v mestu Taitō v Tokiu na Japonskem. Park je bil ustanovljen leta 1873 na zemljiščih, ki so prej pripadala templju Kan'ei-dži. Med prvimi javnimi parki v državi je bil ustanovljen po zahodnem zgledu kot del izposoje in asimilacije mednarodnih praks, ki so značilne za zgodnje obdobje Meidži. Park Ueno, kjer so številni veliki muzeji, je spomladi znan tudi po češnjevih cvetovih in hanamiju. V zadnjem času park in njegove znamenitosti pritegnejo več kot deset milijonov obiskovalcev letno, zaradi česar je najbolj priljubljen mestni park na Japonskem.

## Zgodovina
Park Ueno zaseda zemljišče, ki je nekoč pripadalo templju Kan'ei-dži, ustanovljen leta 1625 v »demonskih vratih«, nesrečni smeri severovzhodno od gradu Edo. Večina tempeljskih stavb je bila uničenih v bitki pri Uenu leta 1868 med bošinsko vojno, ko so sile šogunata Tokugava premagale tiste, ki so si prizadevali za obnovitev cesarske vladavine. Decembra istega leta je hrib Ueno postal last mesta Tokio, razen ohranjenih tempeljskih stavb, ki vključujejo petstopenjsko pagodo iz leta 1639, Kijomizu Kanon-dō (ali Šimizu-dō) iz leta 1631 in približno enaka glavna vrata (vsa označena kot pomembna kulturna lastnina Japonske).
Predloženi so bili različni predlogi za uporabo mesta kot medicinske šole ali bolnišnice, vendar je nizozemski zdravnik Bauduin namesto tega pozval, naj se območje spremeni v park. Januarja 1873 je Dadžō-kan izdal obvestilo o ustanovitvi javnih parkov, pri čemer je opozoril, da »v prefekturah, vključno s Tokiom, Osako in Kjotom, obstajajo kraji zgodovinskega pomena, slikovite lepote ter rekreacije in sprostitve, kjer lahko ljudje obiščejo in uživajo, na primer Senso-dži in Kan'ei-dži...« To je bilo leto po ustanovitvi Yellowstona, prvega narodnega parka na svetu.
Kasneje istega leta je bil ustanovljen park Ueno, poleg parkov Šiba, Asakusa, Asukajama in Fukugava. Najprej ga je upravljal Muzejski urad Ministrstva za notranje zadeve, nato Ministrstvo za kmetijstvo in trgovino, preden je prešlo na Ministrstvo za cesarsko gospodinjstvo. Leta 1924 je v čast poroke Hirohita cesar Taišō mestu podaril park Ueno, ki je prejel uradno ime, ki traja do danes Ueno Onši Kōen (上野恩賜公園), lit. »Ueno cesarski podarjen šark«. 

## Naravne lastnosti
V parku raste okoli 8800 dreves, vključno z dvokrpi ginko, kafrovec, japonska zelkova (Zelkova serrata), češnja Prunus campanulata, češnja Prunus × yedoensis in japonska češnja Prunus serrulata. Nadaljnjih 24.800 m2 je grmičevja. Ribnik Šinobazu je majhno jezero s površino 16 ha, obsežnimi gredicami lotosa in močvirjem. Predstavlja pomembno prezimovališče za ptice. Vrste, ki jih pogosto najdemo, so čopasta raca (Aythya fuligula), navadna žvižgavka (Mareca penelope), dolgorepa raca (Anas acuta), sivka (Aythya ferina), mali ponirek, velika bela čaplja in kormoran. Zabeležene so bile tudi raca Aythya baeri, ovratniška črnica (Aythya collaris) in ameriška žvižgavka (Mareca americana).
Na osrednjem otoku je svetišče Benzaiten, boginje sreče, po vzoru otoka Čikubu v jezeru Biva. Območje je bilo nekoč polno »čajnic za srečanja«, ki so enakovredne sodobnemu ljubezenskemu hotelu. Po pacifiški vojni je bil ribnik izsušen in uporabljen za pridelavo žit, nato pa so bili načrti, da bi to mesto spremenili v bejzbolski stadion ali večnadstropno parkirišče. Lotosov ribnik je bil obnovljen leta 1949, čeprav je bil velik del ponovno pomotoma izsušen leta 1968 med deli na novi progi podzemne železnice.
Skupno je v parku okoli osemsto češenj, čeprav z vključitvijo tistih, ki pripadajo svetišču Ueno Tōšō-gū, tempeljskih stavb in drugih sosednjih točk, skupno število doseže približno 1200. Navdihnjen je Macuo Bašō zapisal, da »oblak cvetov – je tempeljski zvon iz Uena ali Asakuse«.

## Kulturne lastnosti
V parku Ueno so številni muzeji. Sami besedi v japonščini za muzej in umetnost sta bili skovani v obdobju Meidži (od leta 1868), da bi zajeli zahodne koncepte po diplomatski misiji Ivakura in drugih zgodnjih obiskih Severne Amerike in Evrope. Tokijski narodni muzej je bil ustanovljen leta 1872 po prvi razstavi muzejskega oddelka novega ministrstva za šolstvo. Istega leta je bil odprt muzej Ministrstva za šolstvo, danes Narodni muzej narave in znanosti.
Narodni muzej zahodne umetnosti je bil ustanovljen leta 1959 na podlagi zbirke industrialca (skupina Kawasaki) Macukata Kōdžira; zbirko je Macukata pustil v skladišču v Franciji, francoska vlada pa jo je vrnila leta 1959 po pogodbi iz San Francisca. Stavbo je zasnoval Le Corbusier, ki je z njo izrazil svoj koncept Muzeja neomejene rasti, ki temelji na spirali, ki se širi. Nominiran je bil za vpis na Unescov seznam svetovne dediščine.
Drugi muzeji so Tokijski metropolitanski umetniški muzej iz leta 1926 in muzej Šitamači iz leta 1980, ki je posvečen kulturi »nizkega mesta«. Park je bil izbran tudi za dom Japonske akademije (1879), Tokijske šole lepih umetnosti (1889) in Tokijske šole za glasbo (1890). Prva koncertna dvorana v zahodnem slogu v državi, koncertna dvorana Sōgakudō iz leta 1890 (ICP), je bila leta 1983 podarjena oddelku in rekonstruirana na drugem mestu v parku, kjer se uporablja za koncerte. Tokijska Bunka Kaikan je bila odprta leta 1961 kot prizorišče za opero in balet ob praznovanju petstote obletnice ustanovitve mesta Edo. Cesarska knjižnica je bila ustanovljena kot nacionalna knjižnica leta 1872 in odprta v parku Ueno leta 1906; Narodna državna knjižnica je bila odprta v Čijodi leta 1948 in v stavbi je zdaj Mednarodna knjižnica otroške literature.

## Druge pomembne točke
V Ueno Takugavi Iejacu posvečeno šintoistično svetišče Tōšō-gū, iz leta 1651.
Spomin na Plamen Hirošime in Nagasakija: na desni strani uličice, ki vodi proti severu do svetišča Tokugave Iejasu Tōšō-gū, je spomenik iz sivega kamna s trajno gorečim plamenom v spomin na jedrsko bombardiranje Hirošime in Nagasakija avgusta 1945 ob koncu druge svetovne vojne. Ta spomenik  je v Hirošimi kmalu po jedrskih bombnih napadih postavil g. Tacuo Jamamoto (1916 – 2004) iz mesta Hošino. Ta plamen se je kasneje združil s plamenom, ki se je začel v Nagasakiju. Leta 1968 so člani tokijskega združenja Šitamači People predstavili zamisel o prižigu plamena na območju svetišča Tošo-gu v tokijskem parku Ueno. Aprila 1989 je bilo ustanovljeno »Združenje za Plamen Hirošime in Nagasakija Lit pri Ueno Tošo-gu« in na desettisoče ljudi je več kot eno leto sodelovalo pri zbiranju sredstev. Gradnja spomenika je bila končana 21. julija 1990. Posvetilo, vklesano v spominski kamen, pravi: »S tem se zavezujemo, da bo še naprej gorel plamen atomske bombe, prepričani, da bo ta spomenik prispeva h krepitvi svetovnega ljudskega gibanja za odpravo jedrskega orožja in doseči mir, kar je najnujnejša naloga za ljudi prek meja«.
Godžōten džindža je posvečen učenjaku Sugavara no Mičizaneju, medtem ko ima sosednji Hanazono Inari džindža kipe lisice Inari z rdečimi oprsnicami v atmosferski jami. Na majhnem griču blizu središča parka je grobišče iz obdobja Jajoi. Desetletje do leta 1894 so v bližini ribnika Šinobazu potekale konjske dirke. Danes je tam igrišče za bejzbol, poimenovano po pesniku Masaoki Šiki, ljubitelju tega športa. Poleg prvega muzeja umetnosti na Japonskem je park imel tudi prvi živalski vrt, prvi tramvaj, praznovanje prvega maja (leta 1920) in številne industrijske razstave. Postaja Ueno je bila odprta v bližini leta 1883. Po velikem potresu v Kantoju leta 1923 so obvestila o pogrešanih osebah pritrdili na kip Saigoja Takamorija. Park Ueno in njegova okolica sta vidna v japonskem leposlovju, vključno z Divje gosi Morija Ōgaija.

### Brezdomci
Veliko brezdomcev skvota v parku Ueno. Šotori za brezdomce, ki jih najdemo med drevesnimi mejami in gozdnatimi območji parka, mejijo na majhne vasi z notranjo strukturo, kulturo in sistemom podpore. Dolgotrajna zavetišča so običajno izdelana iz kartona, prekritega z modrimi ponjavami. Policija občasno podira šotore in odganja ali aretira brezdomce, ki se vrnejo takoj, ko lahko. Medtem ko je skvoterstvo na Japonskem nezakonito, se brezdomstvo v Tokiu in drugih mestih obravnava kot endemična težava, prisotnost skvoterjev pa je sprejeta kot neizogibna.

## Galerija
- Tokijski narodni muzej
- Narodni muzej zahodne umetnosti
- Narodni muzej narave in znanosti
- Muzej Šitamači
- Tokijski metropolitanski muzej umetnosti
- Tokyo Bunka Kaikan
- Koncertna dvorana Sōgakudō
- Mednarodna knjižnica otroške književnosti
- Univerzitetni muzej umetnosti, Tokijska univerza za umetnost
- Kraljevi muzej Ueno
- Pagoda Kan'ei-dži
- Glavna dvorana Kan'ei-dži
- Kijomizu Kanon dō
- Ueno Tōšō-gū
- Mavzolej klana Tokugava
- Kuromon
- Benzaiten
- Godžōten džindža (Hanazono Inari džindža)
- Kip Saigō Takamori sprehaja psa
- Konjeniški kip princa Komacu Akihita
- Kip Hidejo Noguči
- Ostanki Ueno Daibucu
- Spomenik Šōgitai
- Spomenik Ulysses S. Grant
- Ribnik Šinobazu
- Ueno Zoo
- Japonska akademija
- Japonska umetniška akademija
- Spominska dvorana Kuroda, Nacionalni raziskovalni inštitut za kulturne dobrine, Tokio
- Hanami
- Utagava Hirošige, Dvorana Kiyomizu in ribnik Shinobazu v Uenu